# Marc Graf
Marc Graf (* 1962 in Zürich) ist ein Schweizer forensischer Psychiater. Er ist seit Juni 2014 Klinischer Professor für Forensische Psychiatrie an der Medizinischen Fakultät der Universität Basel.

## Leben
Graf wuchs in Graubünden auf. Er studierte Medizin an der Universität Basel und war zunächst in der Chirurgie tätig. 1996 begann er eine Facharztausbildung zum Psychiater und promovierte 1998. Von 2011 bis Ende Juni 2024 leitete er als Klinikdirektor die Forensische Klinik der Universitären Psychiatrischen Klinik Basel in der Nachfolge von Volker Dittmann. Seine Habilitation erfolgte 2013, seine Wahl zum Klinischen Professor im Juni 2014. Graf ist auch Lehrbeauftragter im Fachbereich Strafrecht der Juristischen Fakultät der Universität Basel und Mitautor des Lehrbuchs Forensische Psychiatrie von Norbert Nedopil.